# L'aube du monde
L'aube du monde (Dawn of the World) es una película franco-alemana de 2008 escrita y dirigida por el iraquí Abbas Fahdel. 
La película se ha rodado en Egipto.